# Leadless chip carrier

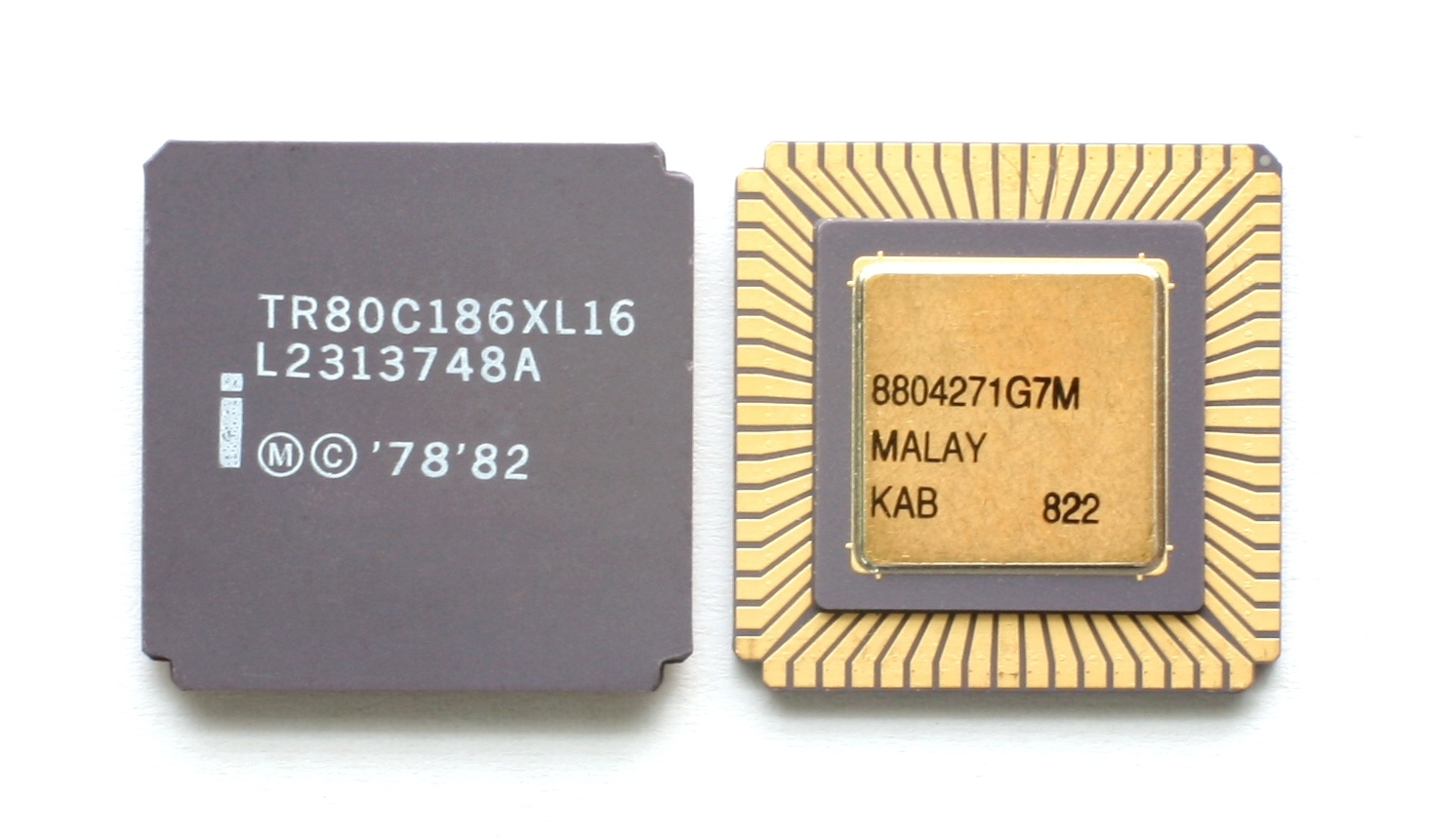
Un microprocessore Intel 80186 in formato LCC

In elettronica con Leadless Chip Carrier, abbreviato LCC, si intende un tipo di package (o contenitore) per circuiti integrati che non ha piedini ma, invece, presenta dei contatti arrotondati lungo i bordi del contenitore.
I dispositivi progettati per operare in ambienti con elevate temperature sono generalmente rinchiusi in package di ceramica mentre la produzione industriale di prodotti per il consumo ed il commercio è di solito eseguita con i package in materiale plastico.